# Bruno Hauptmann
Bruno Richard Hauptmann (Kamenz (Saksen), 26 november 1895 - Trenton (New Jersey), 3 april 1936) was een Amerikaanse ter dood veroordeelde.

## Biografie
Hauptmann, een Duitse immigrant, werd bekend als de zogenaamde dader van de Lindbergh-kidnapping. In 1935 werd hij door de FBI gearresteerd. Hij werd beschuldigd van de ontvoering van en moord op het bijna tweejarig zoontje van de luchtvaartpionier Charles Lindbergh.
Hij bleef ontkennen iets met de ontvoering of moord te maken te hebben gehad en had als alibi zijn vrouw die verklaarde dat hij de hele avond en nacht van de ontvoering van 1 maart op 2 maart 1932 thuis was geweest en naast haar had geslapen. 
Daarbij voerde zijn advocaat aan dat Hauptmann niet over de middelen voor een ontvoering zou beschikken. Hij had geen auto, geen criminele connecties en wist niet waar de familie Lindbergh woonde. Mede op grond van het bewijs dat het betaalde losgeld bij Hauptmann in huis werd aangetroffen werd hij in 1935 ter dood veroordeeld en in 1936 geëxecuteerd op de elektrische stoel.

## Speculaties
Over de ware toedracht van de ontvoering en moord op het zoontje van Charles Lindbergh zijn later speculaties ontstaan. De weduwe van de terechtgestelde moordenaar heeft haar leven lang eerherstel voor haar man proberen te krijgen. Zij hield, net als hijzelf gedaan had, vol dat hij onschuldig was. Er zijn vermoedens en speculaties dat Hauptmann niet de schuldige was.